# Ithycythara
Ithycythara là một chi ốc biển, là động vật thân mềm chân bụng sống ở biển trong họ Conidae, họ ốc cối.

## Các loài
Các loài thuộc chi Ithycythara bao gồm:
- Ithycythara acutangulus (Smith E. A., 1882)[2]
- Ithycythara apicodenticulata Robba et al., 2003[3]
- Ithycythara auberiana (d'Orbigny, 1847)[4]
- Ithycythara chechoi Espinosa & Ortea, 2004[5]
- Ithycythara cymella (Dall, 1889)[6]
- Ithycythara edithae Nowell-Usticke, 1971[7]
- Ithycythara funicostata Robba et al., 2006[8]
- Ithycythara hyperlepta Haas, 1953[9]
- Ithycythara lanceolata (C. B. Adams, 1850)[10]
- Ithycythara muricoides (Adams C. B., 1850)[11]
- Ithycythara parkeri Abbott, 1958[12]
- Ithycythara penelope (Dall, 1919)[13]
- Ithycythara pentagonalis (Reeve, 1845)[14]
- Ithycythara psila (Bush, 1885)[15]
- Ithycythara septemcostata (Schepman, 1913)[16]